# Florence American Cemetery and Memorial
De Florence American Cemetery and Memorial is een Amerikaanse militaire begraafplaats nabij Florence, Italië, waar soldaten liggen begraven die gedurende de Tweede Wereldoorlog zijn omgekomen. De Florence American Cemetery and Memorial wordt beheerd door de American Battle Monuments Commission.

## De begraafplaats

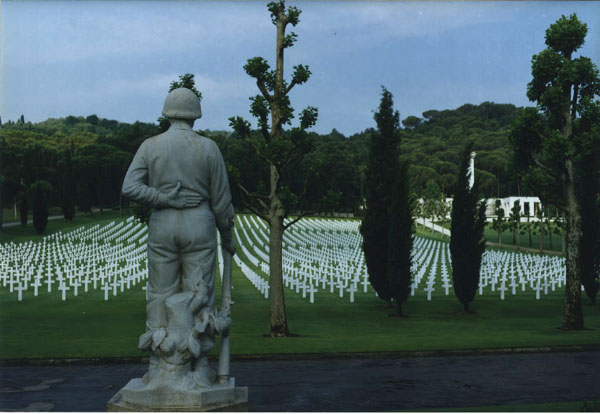
Graven gezien vanuit de zuidzijde van de begraafplaats. Op de achtergrond de gedenkplaats

De begraafplaats werd al in 1944 aangelegd door geallieerde troepen. Er liggen in totaal 4.402 militairen begraven. De meeste soldaten die hier begraven liggen zijn van het Amerikaanse 5e Leger. Zij zijn overleden tijdens het gevecht voor de bevrijding van Rome (juni 1944) en gedurende de gevechten in de Alpen (juni 1944 - 2 mei 1945). De grond van begraafplaats is een officieel stuk land van de Amerikaanse overheid.

### Algemene opzet
De Florence American Cemetery and Memorial heeft een grootte van 28 hectare. De begraafplaats wordt grotendeels omringd door bosrijke heuvels. De graven liggen symmetrisch aan weerskanten van het hoofdpad. De begraafplaats is verdeeld in 8 gelijke gebieden waar men doorheen kan wandelen. Aan het eind van de hoofdweg staat het gedenkteken.

### Het gedenkteken

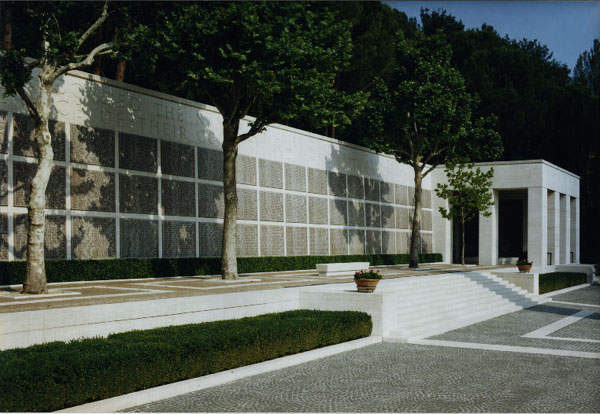
De muur met de namen van de vermiste soldaten.

Op het hoogste van de drie brede "terrassen", bevindt zich het gedenkteken van de begraafplaats. Bij het gedenkteken worden de namen van de 1.409 vermiste soldaten vermeld. Roosjes kenmerken de namen, waarvan de lichamen alsnog zijn geïdentificeerd. Het atrium aan de zuidelijke zijde van het monument dient als voorhofje van het kapel, die met marmer en mozaïek verfraaid is. 

Het atrium aan de noordzijde bevat een marmeren kaart waarop allerlei operaties, van de Amerikaanse troepen in de regio, zijn beschreven.

### De graven
Het gebied van de graven bevat acht percelen, vier aan iedere kant van het hoofdpad. Hier zijn de stoffelijke resten van 4.402 mannen en vrouwen begraven. Deze percelen zijn symmetrisch aan het perceel dat er recht tegenover ligt. Alle graven hebben de vorm van een Latijns Kruis, ongeacht welke godsdienst iemand aanhing.

## Bezoekers

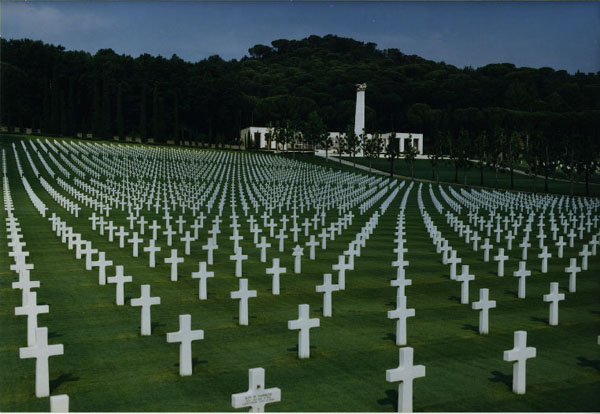
Een overzicht van de graven. Op de achtergrond de gedenkplaats.

De begraafplaats is dagelijks geopend, met uitzondering van  25 december en 1 januari. Personeel vertrekt informatie over de graven.